# Катерицови
Катерицовите (Sciuridae) са семейство бозайници от разреда на гризачите. Включва около 280 вида, разпространени по целия свят, с изключение на Австралия и Антарктика. В България се срещат 2 вида – катерица (Sciurus vulgaris) и лалугер (Spermophilus citellus).
Представителите на семейството са приспособени за наземен или дървесен начин на живот. Дължината на тялото е от 6 cm при американската мишевидна катерица (Myosciurus pumilio) до 60 cm при някои мармоти (Marmota). Очите, ноктите и крайниците са добре развити. Опашката обикновено е добре окосмена, дълга при дървесните видове и къса при наземните.
Катерицовите раждат един или два пъти в годината, бременността продължава от 3 до 6 седмици, а броят на малките варира при различните видове. Те се раждат без козина и зъби, слепи и безпомощни. При повечето видове само женската се грижи за тях, като ги отбива, когато са на 6 до 10 седмици. Полова зрялост достигат в края на първата си година. Наземните видове често образуват добре развити колонии, докато дървесните видове живеят поединично.

## Родове
- Подсемейство Callosciurinae
  - Триб Callosciurini
    - Род Callosciurus, 15 вида
    - Род Dremomys, 5 вида
    - Род Exilisciurus, 3 вида
    - Род Glyphotes, 1 вид
    - Род Hyosciurus, 2 вида
    - Род Lariscus, 4 вида
    - Род Menetes, 1 вид
    - Род Nannosciurus, 1 вид
    - Род Prosciurillus, 5 вида
    - Род Rhinosciurus, 1 вид
    - Род Rubrisciurus, 1 вид
    - Род Sundasciurus, 15 вида
    - Род Tamiops, 4 вида

  - Триб Funambulini
    - Род Funambulus, 5 вида
- Подсемейство Ratufinae
  - Род Ratufa, Гигантски катерици – 4 вида
- Подсемейство Sciurillinae
  - Род Sciurillus, 1 вид
- Подсемейство Sciurinae
  - Триб Pteromyini – Летящи катерици
    - Род Aeretes, 1 вид
    - Род Aeromys, 2 вида
    - Род Belomys, 1 вид
    - Род Biswamoyopterus, 1 вид
    - Род Eoglaucomys, 1 вид
    - Род Eupetaurus, 1 вид
    - Род Glaucomys, 2 вида
    - Род Hylopetes, 10 вида
    - Род Iomys, 2 вида
    - Род Petaurillus, 3 вида
    - Род Petaurista, 8 вида
    - Род Petinomys, 9 вида
    - Род Pteromys, 2 вида
    - Род Pteromyscus, 1 вид
    - Род Trogopterus, 1 вид

  - Триб Sciurini
    - Род Microsciurus, 4 вида
    - Род Rheithrosciurus, 1 вид
    - Род Sciurus, 30 вида – Катерици
    - Род Syntheosciurus, 1 вид
    - Род Tamiasciurus, 3 вида
- Подсемейство Xerinae
  - Триб Marmotini
    - Род Ammospermophilus, 5 вида – Антилопови лалугери
    - Род Cynomys, 5 вида – Прерийни кученца
    - Род Marmota, 14 вида – Мармоти
    - Род Sciurotamias, 2 вида
    - Род Spermophilus, 39 вида – Лалугери
    - Род Tamias, 25 вида – Бурундуци

  - Триб Protoxerini
    - Род Epixerus, 2 вида
    - Род Funisciurus, 9 вида
    - Род Heliosciurus, 6 вида
    - Род Myosciurus, 1 вид
    - Род Paraxerus, 11 вида
    - Род Protoxerus, 2 вида

  - Триб Xerini
    - Род Atlantoxerus, 1 вид
    - Род Spermophilopsis, 1 вид
    - Род Xerus, 4 вида